# المدرسة المصباحية
المدرسة المصباحية هي مدرسة تاريخية بمدينة فاس المغربية. كانت مزارا من لنهل علوم الفقه الفلك لقرون عدة. شيدها أبو الحسن المريني عام 1344 م /745هـ، وتحمل اسم أول أساتذتها وهو أبو الضياء مصباح بن عبد الله اليالصوتي (ت 750هـ).

## تسجيلها في اليونسكو
تم تسجيل المدرسة في قائمة اليونسكو للتراث العالمي في عام 1981م كجزء من مدينة فاس.